# Пристанционное (Житомирская область)
Пристанционное (укр. Пристанційне) — село на Украине, основано в 1915 году, находится в Коростенском районе Житомирской области.
Код КОАТУУ — 1823455401. Население по переписи 2001 года составляет 575 человек. Почтовый индекс — 11622. Телефонный код — 4133. Занимает площадь 1,857 км².

## Местная власть
11620, Житомирская область, Коростенский р-н, пгт Чоповичи